# FEhS-Institut für Baustoff-Forschung
Das FEhS – Institut für Baustoff-Forschung e. V. in Duisburg-Rheinhausen forscht, prüft und berät zu Eisenhüttenschlacken, einem Nebenprodukt bei der Herstellung von Roheisen und Stahl, und den daraus hergestellten Baustoffen und Düngemitteln. Das FEhS-Institut ist die Nachfolgeorganisation der Forschungsgemeinschaft Eisenhütten-Schlacken (1950 bis 1996). Es hat 45 Mitarbeiter.

## Tätigkeiten
Die Tätigkeitsschwerpunkte des FEhS-Instituts sind:
- Öffentlich geförderte sowie von der Wirtschaft beauftragte Forschungen zu Baustoffen, Düngemitteln, Sekundärrohstoffen/Schlackenmetallurgie, Umwelt und Verkehrsbau sowie die Entwicklung von Verfahren zur Anwendung in der Praxis
- Die interdisziplinäre Beratung zu allen technischen und ökologischen Aspekten bei der Nutzung von Produkten aus Eisenhüttenschlacken (v. a. Beton, Zement, Asphalt, Gesteinskörnungen, Baustoffgemische und Böden) sowie bei konkreten Bau- und Landwirtschaftsprojekten
- Prüfungen, Überwachungen und Zertifizierungen als offiziell anerkannte Stelle vor allem zu Baustoffen, Straßenbau und Umwelt
- Die Beratung und Betreuung bei konkreten Bauprojekten durch das KompetenzForum Bau des FEhS-Instituts. Im Mittelpunkt stehen die Baustofftechnologie und Bauausführung, die Erarbeitung von Konzepten zur Erstellung neuer Konstruktionen mit modernen komplexen Baustoffsystemen, die Instandsetzung von Bauwerken einschließlich der Instandsetzungskonzepte, die Baustoffprüfung und die Qualitätssicherung von Gesteinskörnungen, hydraulischen Bindemitteln, Beton und Asphalt sowie der praxisorientierte Umweltschutz mit Schwerpunkt Auslaugverfahren bei Baustoffen.

Das FEhS-Institut verfügt über Labore für Physik, Zement, Beton, Schlackenmetallurgie (inklusive mobilen Gerätschaften für Schmelzversuche beim Kunden), Chemie, Verkehrsbau und Düngemittel.
71 Routineprüfungen in den Laboren sind von der Deutschen Akkreditierungsstelle GmbH (DAkkS) nach DIN EN ISO/IEC 17025:2018 akkreditiert. Die Labore verfügen über die bauaufsichtliche Anerkennung als Prüf-, Überwachungs- und Zertifizierungsstelle des Deutschen Instituts für Bautechnik, die privatrechtliche Anerkennung des Landes Nordrhein-Westfalen als Prüfstelle für Baustoffe und Baustoffgemische sowie wasserwirtschaftliche Merkmale im Straßenbau (RAP Stra) und die Anerkennung als Betonprüfstelle des Verbandes der Materialprüfungsanstalten e. V. (VMPA). In Kooperation mit dem Güteschutz-Beton NRW überwachen die Beauftragten des FEhS-Instituts im Zuge des europäischen Notifizierungsverfahrens in den Bereichen Betonfertigteile, Gesteinskörnungen und Mörtel.

## Organisation
Das FEhS-Institut hat 34 Mitglieder aus der Stahl- und Baustoffindustrie sowie vertragliche Kooperationen mit weiteren 14 Partnerunternehmen.
Es arbeitet mit Behörden, Normungsgremien, Einrichtungen aus Wissenschaft und Forschung sowie Industrieverbänden zusammen. Unter anderem sind dies der Bundesverband Baustoffe – Steine und Erden e. V., die europäische Schlackenorganisation EUROSLAG, der Fachverband Eisenhüttenschlacken e. V., die Wirtschaftsvereinigung Stahl, der europäische Verband der Stahlindustrie EUROFER, das Deutsche Institut für Normung (DIN), das Europäische Komitee für Normung (CEN), das Bundesministerium für Umwelt, Naturschutz, Bau und Reaktorsicherheit, das Umweltbundesamt  sowie die Gütegemeinschaft Metallhüttenschlacken und die Gütegemeinschaft Eisenhüttenschlacken der RAL Deutsches Institut für Gütesicherung und Kennzeichnung e. V.

## Ziele
Mit seiner Arbeit möchte das FEhS-Institut die Nutzung von Eisenhüttenschlacken und den daraus hergestellten Produkten fördern und damit zu Umwelt- und Klimaschutz, Kreislaufwirtschaft, Ressourcenschonung und nachhaltigem Wirtschaften beitragen. Denn Eisenhüttenschlacken ersetzen als Sekundärrohstoff natürliche Gesteine – bis heute bereits über eine Milliarde Tonnen. Zudem hat der Einsatz von Hüttensand anstelle von Portlandzementklinker in Zement in den vergangenen 70 Jahren die Emission von über 200 Millionen Tonnen CO2 vermieden.
Zum Erreichen dieser Ziele tragen auch die Forschungen bei, die das FEhS-Institut durchführt.
Eine aktuelle Auswahl:
- Das Projekt „NuKoS“ zur Nutzung von Kohlenstoffdioxyd in Schlacken im Rahmen der Fördermaßnahme Co2WIN des Bundesministeriums für Bildung und Forschung[5]
- „NUTRIMAN – Thematisches Netzwerk für Nährstoffmanagement und Nährstoffrückgewinnung“[6]
- Das Projekt „Ecoslag – Eco-friendly steelmaking slag solidification with energy recovery to produce a high quality slag product for a sustainable recycling“[7]

## Publikationen
- Broschüre „Eisenhüttenschlacke. Wertvoller Rohstoff für ressourcenschonendes Wirtschaften“
- Eisenhüttenschlacke: Wertvoller Rohstoff für einen nachhaltigen Verkehrswegebau in Nordrhein-Westfalen. Leitfaden für öffentliche Verwaltungen, private Bauherren und Bauunternehmen